# Samoa Americana
A Samoa Americana (em inglês:  American Samoa, pronunciado: [əˈmɛrɨkən səˈmoʊ.ə]; em samoano:  Amerika Sāmoa, pronunciado: [aˈmɛɾika ˈsaːmʊa]; também Amelika Sāmoa ou Sāmoa Amelika) é um território não incorporado dos Estados Unidos situado na Polinésia, Oceania. Compreende ilhas orientais (e menores) das ilhas Samoa, sendo a principal Tutuila.

## História
Em 1722, os holandeses ocuparam a Samoa Americana. Missionários britânicos chegaram a partir de 1830. Em 1878, o governo de Samoa, ainda território independente, cedeu aos Estados Unidos o direito de construir uma base naval em Pago Pago. Em 1889, os alemães controlaram a porção ocidental do arquipélago, atual Samoa. Cedida aos Estados Unidos em 1904 pelos chefes locais, a região oriental torna-se, em 1922, território norte-americano não incorporado.
A primeira eleição para governador ocorre em 1977. A Constituição, implantada em 1967, passa por reformas em questões como ambiente e expansão dos poderes locais em 1986. Até meados de 2001, no entanto, as mudanças não são aprovadas pelo Congresso dos Estados Unidos. O governo local protesta, em 1994 e 1995, contra a proposta de uso de suas águas para o transporte de plutônio entre Europa e Japão. Também se opõe firmemente à retomada dos testes nucleares pela França no atol de Mururoa, na Polinésia Francesa. Contrário à mudança de denominação da vizinha
Samoa Ocidental para Samoa, em 1997, a Casa dos Representantes do território não reconhece o novo nome. Em protesto, proíbe os habitantes de Samoa Ocidental de possuir terra na Samoa Americana. O aumento populacional, a mão de obra desqualificada e a infraestrutura limitada do território dificultam seu desenvolvimento econômico nos últimos anos. Em março de 1999, é introduzida a pena de morte por injeção letal para condenações por assassinato mas, em 2000, a Casa dos Representantes revoga a lei, além de rejeitar a proposta de legalização do jogo no território.
A questão dos baixos salários da ilha gera controvérsias durante os anos 90 com o governo dos Estados Unidos, que pedem um aumento gradual dos pagamentos. O governo local, no entanto, acredita que as indústrias de atum, as principais da ilha, não poderão competir com outras regiões do mundo caso os salários aumentem.
Em 2001, o governo local reivindica uma Corte Federal e um promotor público para o arquipélago, o único território norte-americano sem juiz federal permanente.
Em encontro da Assembleia Geral das Nações Unidas em janeiro de 2002, as Nações Unidas aceitam proposta de Samoa Americana de ser removida da lista de colônias. O governo manifesta o desejo de permanecer como território norte-americano.

## O território

### Capital
Embora muitas fontes respeitáveis listem Pago Pago como capital de Samoa Oriental, Fagatogo é a capital constitucional e de fato. O nome Pago-Pago ainda hoje é associado com toda a região do porto, embora tanto este, como a sede do legislativo, estejam localizados na vila adjacente, Fagatogo. O escritório do governador fica na cidade de Utulei, que pode ser considerada a segunda capital de Samoa. As cidades de Pago Pago, Fagatogo e Utulei estão localizadas na ilha de Tutuila.

### Fronteiras e economia
Faz fronteira, ao norte com a dependência neozelandesa de Tokelau, ao sul com Niue, a leste com as Ilhas Cook, a oeste com Samoa e a sudoeste com Tonga.
Suas principais atividades econômicas são a pesca e o turismo.

### Educação
A ilha contém vinte e três escolas primárias e dez escolas secundárias. Dos estabelecimentos de ensino secundário, cinco são operados pelo Departamento de Educação da Samoa Americana (em inglês: American Samoa Department of Education), enquanto os outros cinco são administradas por organizações religiosas ou pertencem à propriedade privada. A educação pós-secundária no território é ofertada pelo Colégio Comunitário de Samoa Americana (em inglês: American Samoa Community College).

### Religião
Segundo pesquisas, 98,3% da população são cristãos, divididos em católicos e protestantes.

### Desporto
Em 2001, nas Eliminatórias para a Copa do Mundo da FIFA de 2002, a Seleção da Samoa Americana de Futebol sofreu uma larga derrota, registrada até então como a maior da história entre seleções nacionais no Guiness Book World Records (31 a 0 da Austrália). Dentre as equipes deste desporto no território, aparecem nomes como Angels (clube extinto)  Utulei Youth (em atividade e com diversos títulos nacionais).